# ام‌وی اورورا (۱۹۵۵)
ام‌وی اورورا (۱۹۵۵) (به انگلیسی: MV Aurora (1955)) یک کشتی است. این کشتی در سال ۱۹۵۵ ساخته شد.